# Gerard Soeteman
Gerardus (Gerard) Hermanus Cornelis Soeteman (Rotterdam, 1 juli 1936 – aldaar, 16 mei 2025) was een Nederlands scenarioschrijver. Hij debuteerde in 1967 met de televisieserie Floris. Soeteman heeft scenario's geschreven voor televisiedrama's, speelfilms, strips en 61 documentaires. Hij is vooral bekend geworden door zijn samenwerking met Paul Verhoeven. De geruchtmakende films die hij voor Verhoeven schreef, noemde hij bij verschillende gelegenheden kroketten met ingebouwde palinghaken. Hij ontving in 1998 de Edmond Hustinxprijs voor toneelschrijvers en in 2017 het Gouden Kalf voor de Filmcultuur.

## Film en televisie
Soeteman werkte als vertaler Engels op de film-afdeling van de NTS, toen hij in 1967 van directeur Carel Enkelaar de opdracht kreeg een historische jeugdserie te schrijven in de stijl van Ivanhoe. Hij schreef toen een scenario voor een serie over een ridder en een fakir, Floris en de Fakir genaamd. De serie zou bekend worden onder de naam Floris (1969).
Niet lang daarna schreef hij voor Paul Verhoeven scenario's voor achtereenvolgens de films Wat Zien Ik!? (1971), Turks Fruit (1973), Keetje Tippel (1975), Soldaat van Oranje (1977), Spetters (1980), De vierde man (1983), Flesh & Blood (1985). Hij werkte met Verhoeven aan de speelfilm Zwartboek (2006). Voor Fons Rademakers schreef hij Max Havelaar (1976), Mijn vriend (1979) en de bewerking van de roman De aanslag van Harry Mulisch. Dat leverde Rademakers de eerste Nederlandse Oscar op sinds Glas van Bert Haanstra in 1960. De enige speelfilm die hij ooit regisseerde was De bunker (1992), over de ontsnapping in 1943 van verzetsstrijder Gerrit Kleinveld uit de dodenbunker in het kamp Amersfoort.
Soeteman schreef tevens het scenario voor de speelfilm Floris (2004) onder regie van Jean van de Velde.

## Strips
Gerrit Stapel maakte vijftien strips op basis van de televisieserie Floris, die o.a. in De Telegraaf verschenen. Ze werden ook in vijf albums opgenomen: Floris (1974), Het rode meel (1983), De nachtruiter (1985), Pelgrims voor de madonna (1986) en Het goud van de alchemist (1987). Hoewel de dialogen door Stapel zijn geschreven, werd Soeteman als scenarist genoemd.
Voor het weekblad Eppo schreef Soeteman de scenario's van vijf verhalen van de serie Steven Severijn, voor René Follet: De jacht van de E-5 (1978), De dochter van de grootvorst (1979-1980), Rozen voor Mata Hari (1980-1981), De cirkel der gerechtigheid (1981) en Cowboys en maffia (1982). Het eerste verhaal is als regulier album verschenen (1982), de overige verhalen alleen als bibliofiele uitgaven in zwart/wit.
Soeteman overleed op 16 mei 2025 op 88-jarige leeftijd.